# タボアーダ

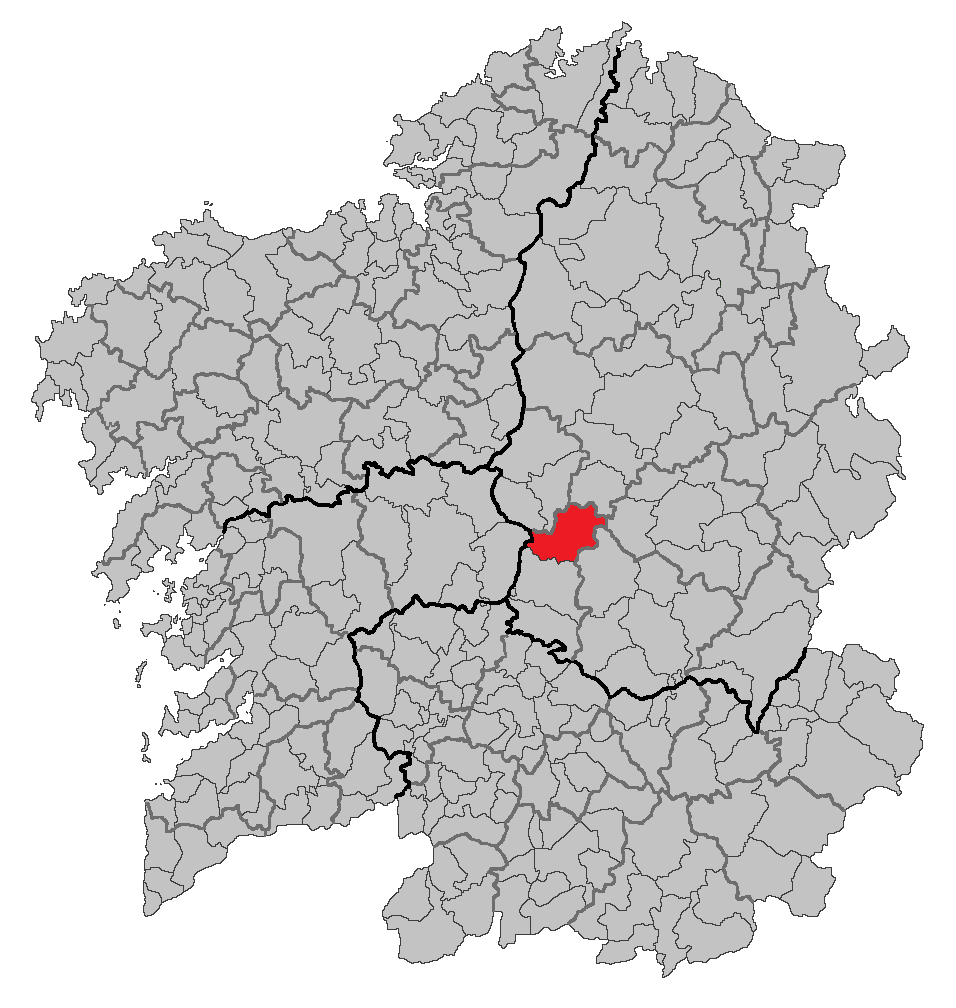

タボアーダ（Taboada）は、スペイン、ガリシア州、ルーゴ県の自治体。コマルカ・デ・チャンターダに属する。またリベイラ・サクラ地域にも属する。2009年の人口は自治体住民名簿によると3,464人。自治体内は27の教区に分けられる。住民呼称はtaboadés/-esa。
ガリシア語話者の自治体住民に占める割合は99.34%（2001年）。

## 地名の由来
タボアーダの語源は「平らな」を意味するラテン語の形容詞tabulatus、tabulata、tabulatumに由来し、土地（terra）を意味するため女性形となっている。

## 地理
北はモンテローソとポルトマリンと、南はチャンターダと、東はパラデーラとオ・サビニャーオと、西はアンタス・デ・ウジャとポンテベドラ県のロデイロの各自治体と接する。面積は146.7平方km。

### 人口
| タボアーダの人口推移 1900－2010                         |
|                                                         |
| 出典:INE（スペイン国立統計局）1900年 - 1991年、1996年 - |

## 政治
2007年の地方選挙の結果、自治体首長はガリシア国民党（PPdeG）のラミーロ・モウレ・アンソアール（Ramiro Moure Ansoar）、自治体評議員はガリシア国民党：6、ガリシア民族主義ブロック（BNG）：3、ガリシア社会党（PSdeG-PSOE）：2となっている。

## 教区
タボアーダは27の教区に分けられる。
- アンサール （サント・エステーボ）
- アルシス（サン・パイオ）
- ベンビブレ（サン・ペドロ）
- ボウソーア（サン・シアン）
- カンポ（サン・シアン）
- カルバージョ（サン・トメ）
- カステーロ（サンタ・マリーア）
- セルデーダ（サンタ・マリーニャ）
- シシジョン（サンティアーゴ）
- コウト（サン・マルティーニョ）
- エスペランテ（サンティアゴ）
- フラデ（サンティアーゴ）
- ゴンドゥルフェ（サン・ロウレンソ）
- インスア（サン・サルバドール）
- マト（サン・マルティーニョ）
- メイションフリーオ（サンタ・マリーニャ）
- モレーダ（サンタ・マリーア）
- モウルージェ（サン・ビセンテ）
- ピニェイラ（サンタ・マリーア）
- サン・シアン・デ・インスア（サン・シアン）
- ソブレセード（サンティアーゴ）
- タボアーダ・ドス・フレイレス（サンタ・マリーア）
- ア・トーレ（サン・マメーデ）
- ビラメーニェ（サンタ・マリーニャ）
- ビラール・デ・カバーロス（サンタ・エウラリア）
- ビレーラ（サン・ミゲル）
- シアン（サンタ・マリーア）